# Культуроміка
Культуроміка (англ. Culturomics) є однією з форм обчислювальної лексикології, що досліджує поведінку людини та культурні тенденції за допомогою кількісного аналізу оцифрованих текстів.
Дослідники добувають дані з великих цифрових архівів, щоб дослідити як культурні явища відображаються в мові і специфіці використання слів.

## Дослідження
Термін є американським неологізмом, вперше описаний в 2010 в статті журналу Science під назвою «Кількісний аналіз культури з використанням мільйонів оцифрованих книг» (англ. Quantitative Analysis of Culture Using Millions of Digitized Books), написаній у співавторстві гарвардськими дослідниками Жан-Батист Мішелем та Ерез Ліберман Ейденом.

Мішель і Ейден брали участь у створенні проєкту від Google Labs, Google Ngram Viewer, який використовує N-грами для аналізу цифрової бібліотеки Google Books на предмет використання культурних моделей (дослівно англ. cultural patterns) в мові протягом певного часу.
В іншому дослідженні, яке називається Culturnomics 2.0 Кален Леетару розглянув архіви новин, в тому числі друкованих та електронних ЗМІ (телебачення і радіо стенограми) з метою виявлення слів, що передають тонус і «настрій» з привязкою до географічних даних.  Дане досліджень допомогло заднім числом спрогнозувати у 2011 році арабської весни і успішно оцінити остаточне місце розташування Усами бен Ладена з точністю до 124 миль.
У 2017 році було проведено дослідження, яке виявило зв'язок між болем у суглобах та пошуковою активністю в Google і температурою. Хоча дослідження виявило вищу пошукову активність щодо болю в стегнах і колінах (але не артриту) під час підвищення температури, воно не контролює (і не може контролювати) інші відповідні фактори, такі як активність. ЗМІ неправильно інтерпретували це як "міф зруйновано: дощ не посилює біль у суглобах", в той час, як автори припускають, що виявлена кореляція пов'язана зі "зміною рівня фізичної активності".